# Brewster's Millions
Brewster's Millions är en roman skriven 1902 av George Barr McCutcheon.
Boken adapterades 1906 till teaterpjäs på Broadway. Det har även spelats in flera filmer med utgångspunkt från boken, till exempel En stackars miljonär (1945) och Brewsters miljoner (1985).